# NGC 7657

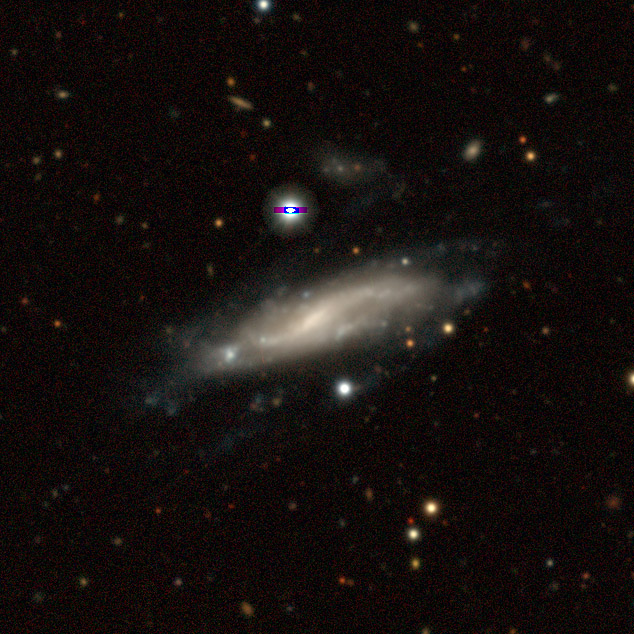
La galaxies NGC 7657 par le projet « Legacy Surveys DR10 ».

NGC 7657 est une galaxie spirale barrée naine(?) située dans la constellation du Toucan. Sa vitesse par rapport au fond diffus cosmologique est de 3 020 ± 13 km/s, ce qui correspond à une distance de Hubble de 44,5 ± 3,1 Mpc (∼145 millions d'al). NGC 7657 a été découverte par l'astronome britannique John Herschel en 1836.

## Caractéristiques
Selon un article publié en en 2024, la masse de NGC 7657 est donnée par log (M/{\displaystyle M_{\odot }}) = 9,41, ce qui correspond à une masse de 109,41{\displaystyle M_{\odot }} = 2,57 x 109{\displaystyle M_{\odot }}. Sa luminosité dans le domaine des rayons X est égale à 0,74 ± 0,4 erg/s.
L'image du projet Legacy Surveys Data montre nettement la présence de deux bras spiraux dans NGC 7657. Il ne s'agit donc pas d'une galaxie spirale magellanique, comme le soutient NED.
- Note : avec une taille de environ 33,81 kpc (∼110 000 al), il est étonnant que cette galaxie soit considérée comme une galaxie naine par Andrea Sacchi et ses collègues[5].